# Gerres longirostris
Gerres longirostris és una espècie de peix pertanyent a la família dels gerrèids.

## Descripció
- Fa 37 cm de llargària màxima (normalment, en fa 20).[6][7][8]

## Alimentació
Menja petits invertebrats bentònics.

## Hàbitat
És un peix marí i d'aigua dolça, de clima tropical i associat als esculls.

## Distribució geogràfica
Es troba des del mar Roig i Sud-àfrica fins a les illes Marqueses, les illes Ryukyu i Austràlia.

## Ús comercial
És venut fresc als mercats i, a més, emprat per a elaborar farina de peix.

## Observacions
És inofensiu per als humans.